# 艾氏擬羊魚
艾氏擬羊魚為輻鰭魚綱鱸形目鱸亞目鬚鯛科的其中一種，分布於西印度洋區，包括東非、南非、阿曼、塞席爾群島、斯里蘭卡、安達曼群島等海域，體長可達24.5公分，棲息在珊瑚礁區。